# رودني سكوت ويب
رودني سكوت ويب (بالإنجليزية: Rodney Scott Webb)‏ هو قاضي ومحامي أمريكي، ولد في 21 يونيو 1935 في كافالير في الولايات المتحدة، وتوفي في 9 أغسطس 2009 في فارغو في الولايات المتحدة.